# Битки при Изонцо
 Тази статия е за битките от Първата световна война.  За остготската инвазия в Италия вижте Битка при Изонцо (489).  
През Първата световна война долината Изонцо е част от Алпийския сектор на Италианския фронт, между Италия и Австро-Унгария. Наричан Soška fronta на словенски, той е сцена на 12 големи битки:
- Първа битка при Изонцо: 23 юни–7 юли, 1915
- Втора битка при Изонцо: 18 юли–3 август, 1915
- Трета битка при Изонцо: 18 октомври–3 ноември, 1915
- Четвърта битка при Изонцо: 10 ноември–2 декември, 1915
- Пета битка при Изонцо: 9-и–17 март, 1916
- Шеста битка при Изонцо: 6-и–17 август, 1916
- Седма битка при Изонцо: 14-и–17 септември, 1916
- Осма битка при Изонцо: 10-и–12 октомври, 1916
- Девета битка при Изонцо: 1-ви–4 ноември, 1916
- Десета битка при Изонцо: 12 май–8 юни, 1917
- 11-а битка при Изонцо: 19 август–12 септември, 1917
- 12-а битка при Изонцо: 24 октомври–7 ноември, 1917 също известна като Битката при Капорето

- Австро-унгарци форсират водоем
- Австро-унгарска атака срещу италианските позиции
- Австро-унгарско картечно отделение в нападение
- Раздаване на храна на италиански пленници след битката